# تاي ويشارت
تاي ويشارت هو لاعب هوكي الجليد كندي، ولد في 19 مايو 1988 في كوموكس في كندا.

## وصلات خارجية
- تاي ويشارت على موقع دوري الهوكي الوطني (الإنجليزية)
- تاي ويشارت على موقع EliteProspects.com (الإنجليزية)
- تاي ويشارت على موقع HockeyDB.com (الإنجليزية)
- تاي ويشارت على موقع Hockey-Reference.com (الإنجليزية)